# Johan Goslings
Johan Goslings (Malang, 9 maart 1903 - Leiden, 16 oktober 1975) was een Nederlands reumatoloog. Hij was van 1953 tot en met 1972 als hoogleraar verbonden aan de Universiteit Leiden.

## Biografie
Goslings werd geboren in Malang op Java. Later kwam hij naar Nederland waar hij een opleiding aan de Hogereburgerschool genoot. Daarna stroomde hij door naar de Universiteit Leiden waar hij in 1927 slaagde voor zijn artsexamen. Vervolgens maakte hij de overstap naar het Instituut voor Tropische Hygiëne in Amsterdam. Hier promoveerde hij in 1929 onder Emilius Paulus Snijder op het proefschrift Verdere bijdrage tot het Salmonella-vraagstuk. Na zijn promotie keerde hij terug naar Nederlands-Indië waar hij tot en met 1934 dienstdeed als Officier van Gezondheid bij het Koninklijk Nederlandsch-Indisch Leger. In de periode daarop volgde hij een opleiding tot internist. Zijn opleiding duurde tot juni 1938.
In 1939 besloot hij om terug te keren naar Nederland waarna hij op de onderafdeling van de Kliniek voor de Interne Geneeskunde in Leiden aan de slag ging. Daarna was hij een tijdlang directeur van de Leidsche Reumatologische Kliniek. Van 1946 tot en met 1951 was hij een van de adviseurs van de Geneeskundige Inspectie der Volksgezondheid. Gedurende deze periode publiceerde hij over de interne geneeskunde en in de latere jaren is hij zich meer op de reumatologie in het bijzonder gaan richten. Na 1949 schreef hij diverse publicaties toentertijd moderne bestrijdingsmethode van reuma.
Goslings is een tijdlang actief geweest in de politiek. In 1945 nam hij zitting in de tijdelijke gemeenteraad van Leiden. In 1946 nam hij namens de Partij van de Arbeid zitting in de gewone gemeenteraad van Leiden waar hij in 1951 en 1952 fractievoorzitter was. In 1953 trad hij af als fractievoorzitter en in 1959 trad hij af als raadslid.
In werd hij 1953 aangesteld als bijzonder hoogleraar Reumatologie aan de Universiteit Leiden. In 1960 werd dit hoogleraarschap omgezet in een buitengewoon hoogleraarschap. Vier jaar later werd dit hoogleraarschap weer omgezet in een gewoon hoogleraarschap. In 1967 werd zijn leeropdracht gewijzigd en ditmaal kreeg hij de inwendige geneeskunde toebedeeld als leeropdracht. Hij hield de reumatologie wel als speciale leeropdracht in zijn portefeuille. In het schooljaar 69/1970 bekleedde hij de functie van rector magnificus en in 1972 ging hij met emeritaat. Op 19 oktober 1975 kwam hij op 72-jarige leeftijd in zijn woning in Leiden te overlijden.

## Publicaties (selectie)
- J. Goslings (1971). 25 jaar reumatologie: rede uitgesproken ter gelegenheid van het 25-jarig bestaan van de Nederlandse vereniging van rheumatologen op zaterdag 30 januari 1971
- J. Goslings (1970). Reumatologie in de loop der eeuwen : geneeskunde en geneeskunst, Leiden Universitaire Pers (diesrede)
- C.L. Jongh & J. Goslings (1954). Rheuma, Amsterdam, Elsevier, 406 p.
- J. Goslings (1954). Beschouwingen over plaats en taak van de rheumatologie, Leiden (oratie)
- J. Goslings (1928). Verdere bijdrage tot het Salmonella-vraagstuk, Amsterdam (proefschrift)